# المدورة (مذيخرة)

تعديل مصدري - تعديل

المدورة محلة تابعة لقرية عدان، التابعة لعزلة خولان بمديرية مذيخرة إحدى مديريات محافظة إب في الجمهورية اليمنية.، بلغ تعداد سكانها 39 حسب تعداد اليمن لعام 2004.